# The Things They Believe
The Things They Believe è il terzo album in studio del gruppo musicale inglese Loathe, pubblicato il 7 febbraio 2021 dall'etichetta discografica SharpTone Records.
L'album, composto durante il lockdown causato dalla pandemia di COVID-19 del 2020, si discosta fortemente dai lavori precedenti del gruppo in quanto è un album di soli brani strumentali di musica d'ambiente.